# Renault
A Renault S.A. Franciaország jelentős járműgyártó vállalata. Főleg személyautókat, buszokat, traktorokat és teherautókat gyárt. Jelenleg a Renault-Nissan-Mitsubishi vállalatcsoport része.

## Története
A céget „Société Renault Frères” néven 1898-ban alapította meg Louis Renault, valamint két testvére Marcel és Fernand. Már hamar a versenyek felé fordult a figyelmük; de Marcel az 1903-as Párizs-Madrid autóversenyen életét vesztette. Ezután Louis már nem ült többet a volán mögé. A Renault AK 90CV viszont – a gyár akkori tesztelési osztályvezetőjével, Szisz Ferenccel a nyergében – megnyerte az 1906-os Grand Prix versenyt.
Az első világháború idején a gyár haditermelésre állt át. Gyártottak lőszert, katonai repülőgépeket valamint a Renault FT tankot.
A második világháborúig leginkább mezőgazdasági és ipari gépeket gyártottak.
Mivel a cég a világháború alatt együttműködött a német megszállókkal, ezért a háború után a gyárat államosították és „Régie Nationale des Usines Renault” néven alakult újjá, Pierre Lefaucheux vezetésével.

Az első új autómodell a farmotoros és hátsókerék-hajtású „4CV” volt. 1955-ben megalakították az Société Automobiles Alpine céget.
A korábbi modellt a Dauphine váltotta fel.
A vállalat az 1960-as és 1970-es években kezdett terjeszkedni Kelet-Európában és Dél-Amerikában. A Dacia 1966-ban jött létre Romániában, a Renault 8 Dacia 1100 modellnéven néven történő gyártására.
A Renault 5 modellt 1972-ben adta ki. Az 1973-ban kitört olajválság miatt a gazdaságos kisautó hamar népszerű lett. A különféle változatait egészen 1996-ig gyártották.
1976-ban az Alpine-ből a Gordini tuningműhely beolvasztásával létrehozták a Renault Sport részlegét.

1991-ben jelent meg a Clio.
A céget 1996-ban privatizálták, létrejött a Renault S.A. 1999-ben kötöttek megállapodást a Nissannal. 2001-ben eladták a teherautó részleget a Volvónak.

## Jelen
A Renault Group négy márka alatt forgalmazza termékeit: Alpine, Dacia, Mobilize és Renault.
A cég jelenleg „Renault-Nissan-Mitsubishi” Szövetség (Alliance) része. Övék a:
- 15%-a a Nissan-nak (a Nissan viszont 15%-ban tulajdonos a Renault-nál)
- 100%-a az Alpine-nak
- 99,43%-a a Dacia-nak
- 52,82%-a a Renault Korea Motors vállalatnak

## A Renault logója
A Renault első emblémáját 1900-ban vezették be, és a Renault testvérek összefonódott kezdőbetűiből állt. Amikor a vállalat 1906-ban megkezdte a tömeggyártást, fogaskerék alakú logóra váltottak, benne autóval. Az első világháború után a vállalat egy FT harckocsit ábrázoló logót használt. 1923-ban új kör alakú emblémát vezetett be, amelyet 1925-ben „gyémánt” vagy rombusz váltott fel.
A Renault gyémánt emblémája sokszor megismétlődött. Imázsának korszerűsítése érdekében a Renault 1972-ben felkérte a magyar származású Victor Vasarelyt, hogy tervezze meg új logóját. Az átalakított logó megtartotta a gyémánt alakját. A dizájnt később felülvizsgálták, hogy tükrözze a márka új stílusjegyeinek lekerekítettebb vonalait. A jelenlegi jelvény 1992 óta van használatban.
A webes és nyomtatott logót ezt követően háromszor frissítették. 2004-ben beépítettek egy reálisabb ábrázolást egy sárga négyzetbe, a Renault Identité betűtípussal a „Renault” szóval. 2007-ben a Saguez & Partners egy olyan verziót készített, amelyen sárga négyszögben került a „Renault” szó.
2015 áprilisában a Renault új dizájnokat vezetett be, hogy megkülönböztesse a vállalatot a termékmárkától, a „Passion for life” kampány részeként. Az új emblémájában a sárga hátteret sárga csíkra cserélte új betűtípussal. A 2015-ös évi közgyűlésen bemutatott vállalati logó alá a Renault, a Dacia és a Renault Samsung Motors is bekerült.
A Renaulthoz társított sárga szín eredetileg az 1946-os gyémántjelvényben jelent meg, amikor a vállalatot államosították.

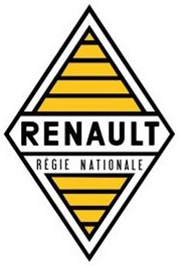
1946–1959
1959–1972
Renault-gyémánt a Victor Vasarely-féle 3D-hatással (1972–1981)
Renault-gyémánt (2007–2015)
Groupe Renault Logo

## Jelenlegi modellkínálat

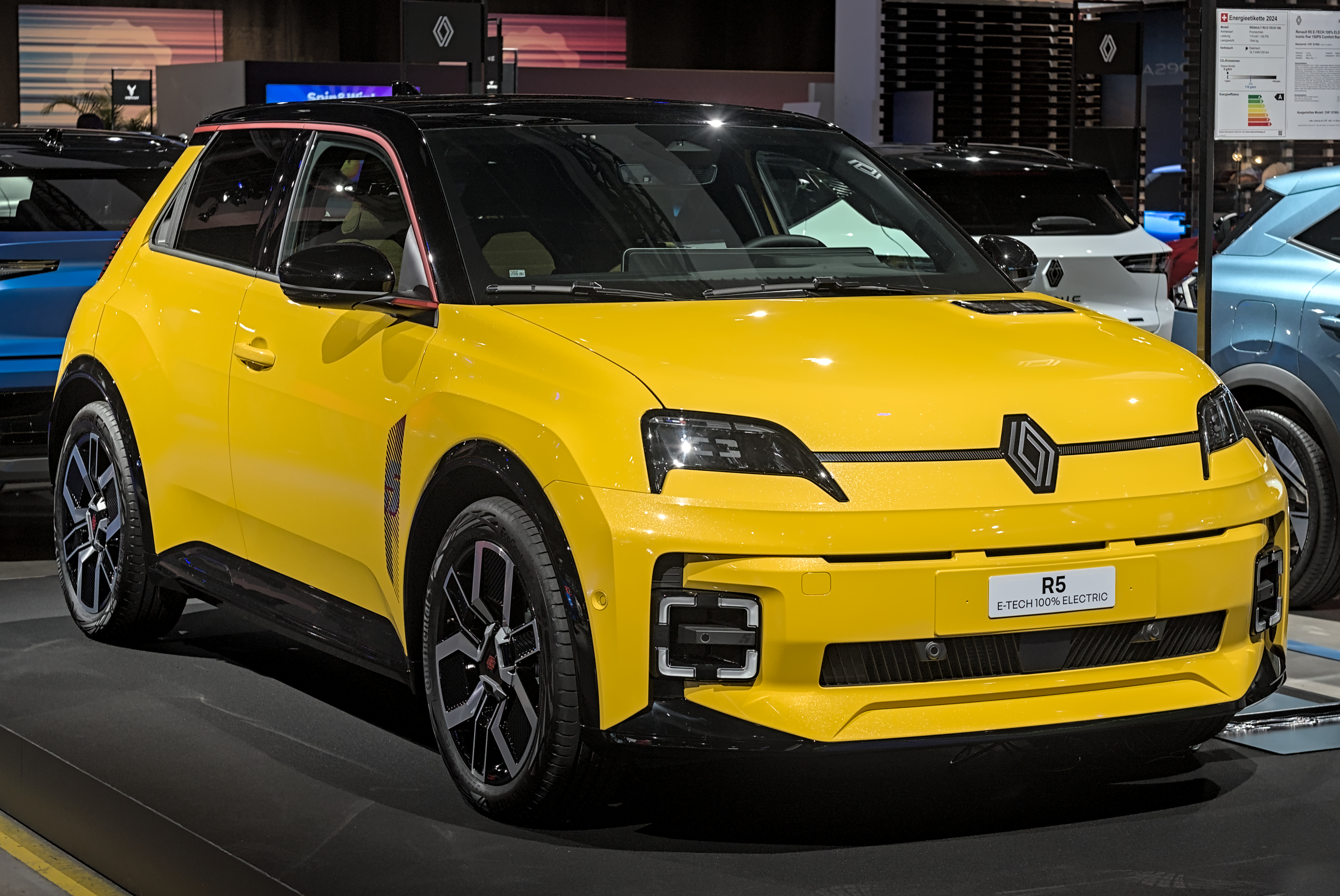
Renault 5 E-Tech
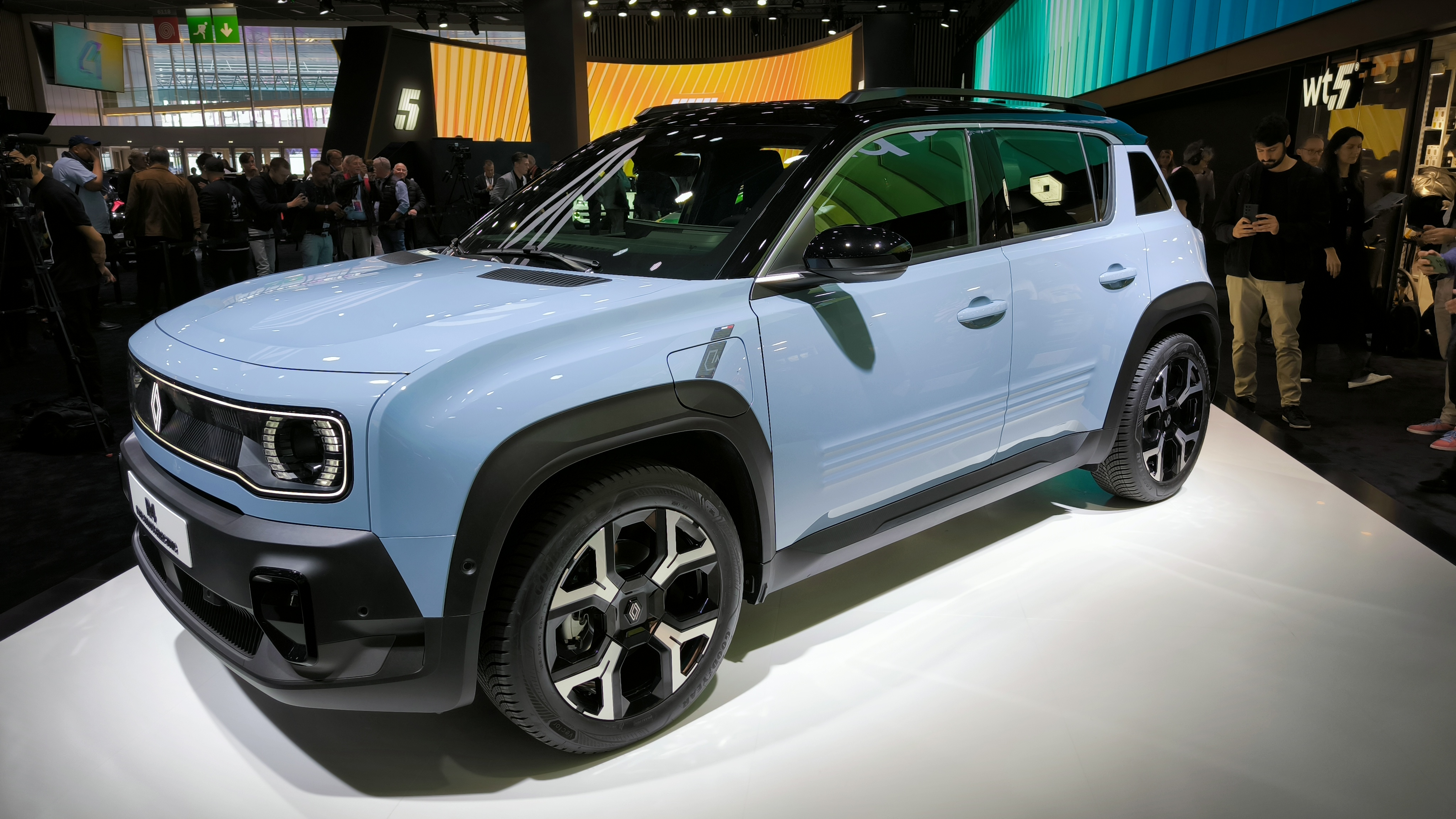
Renault 4 E-Tech
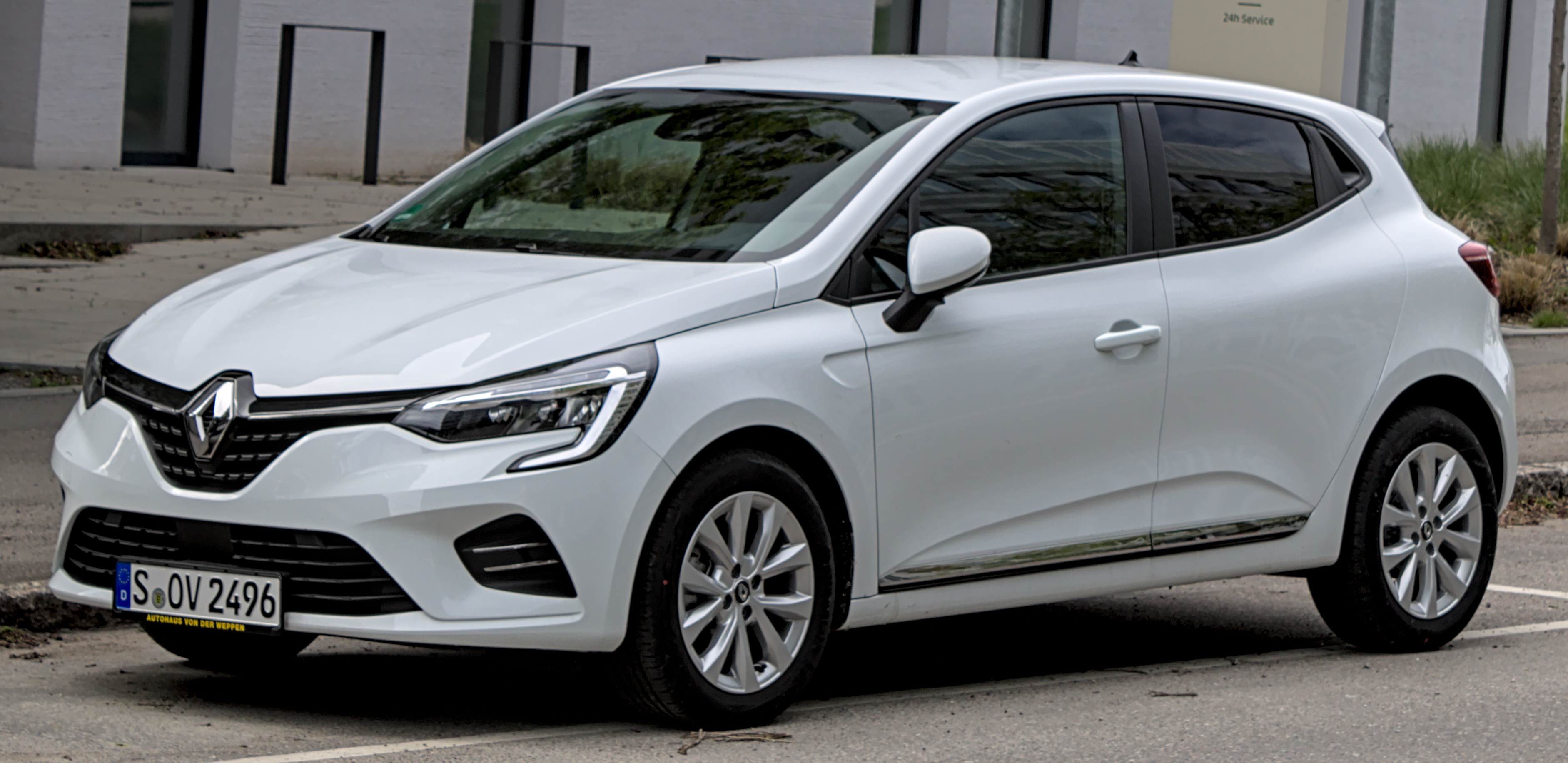
Renault Clio
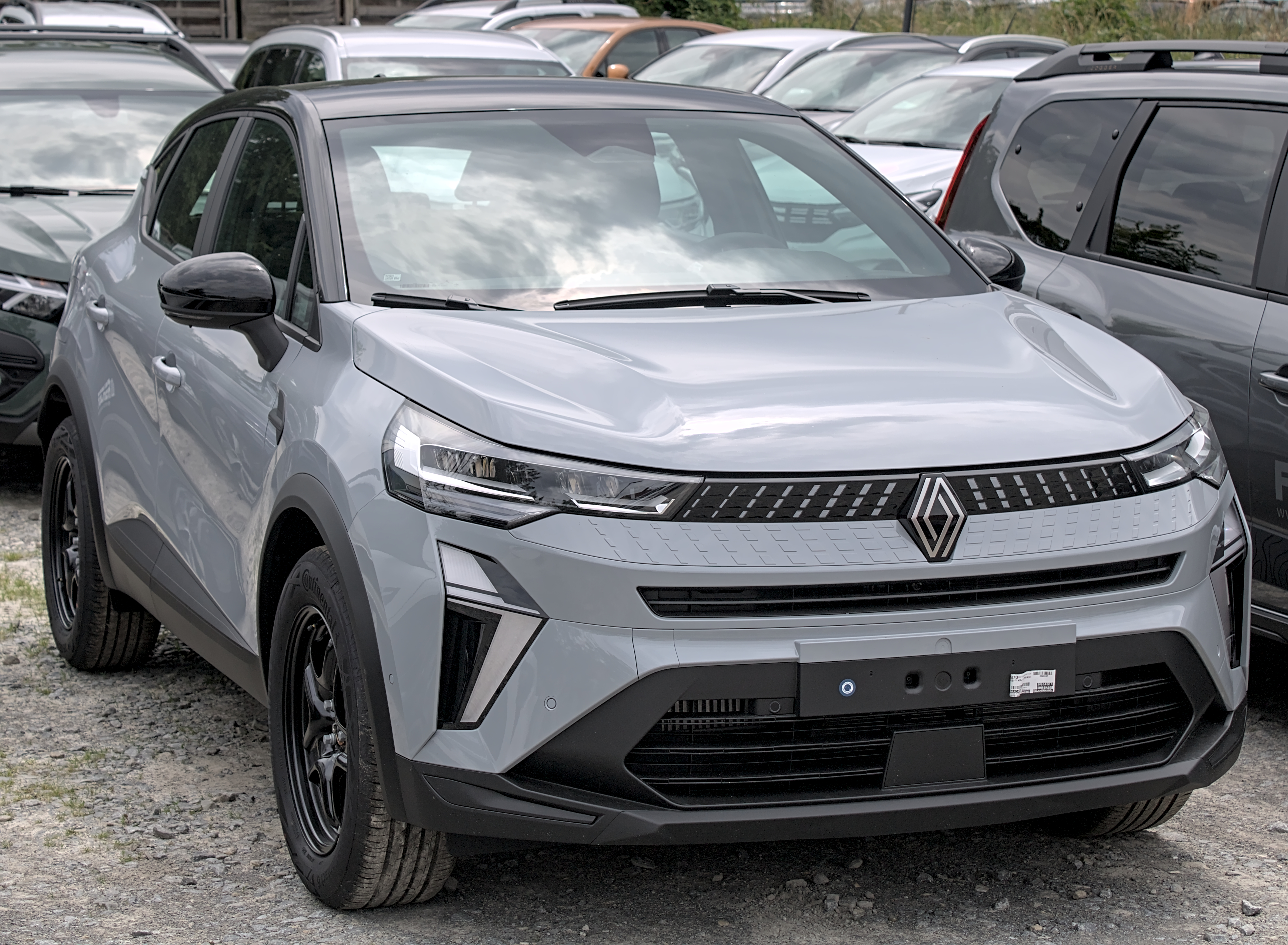
Renault Captur
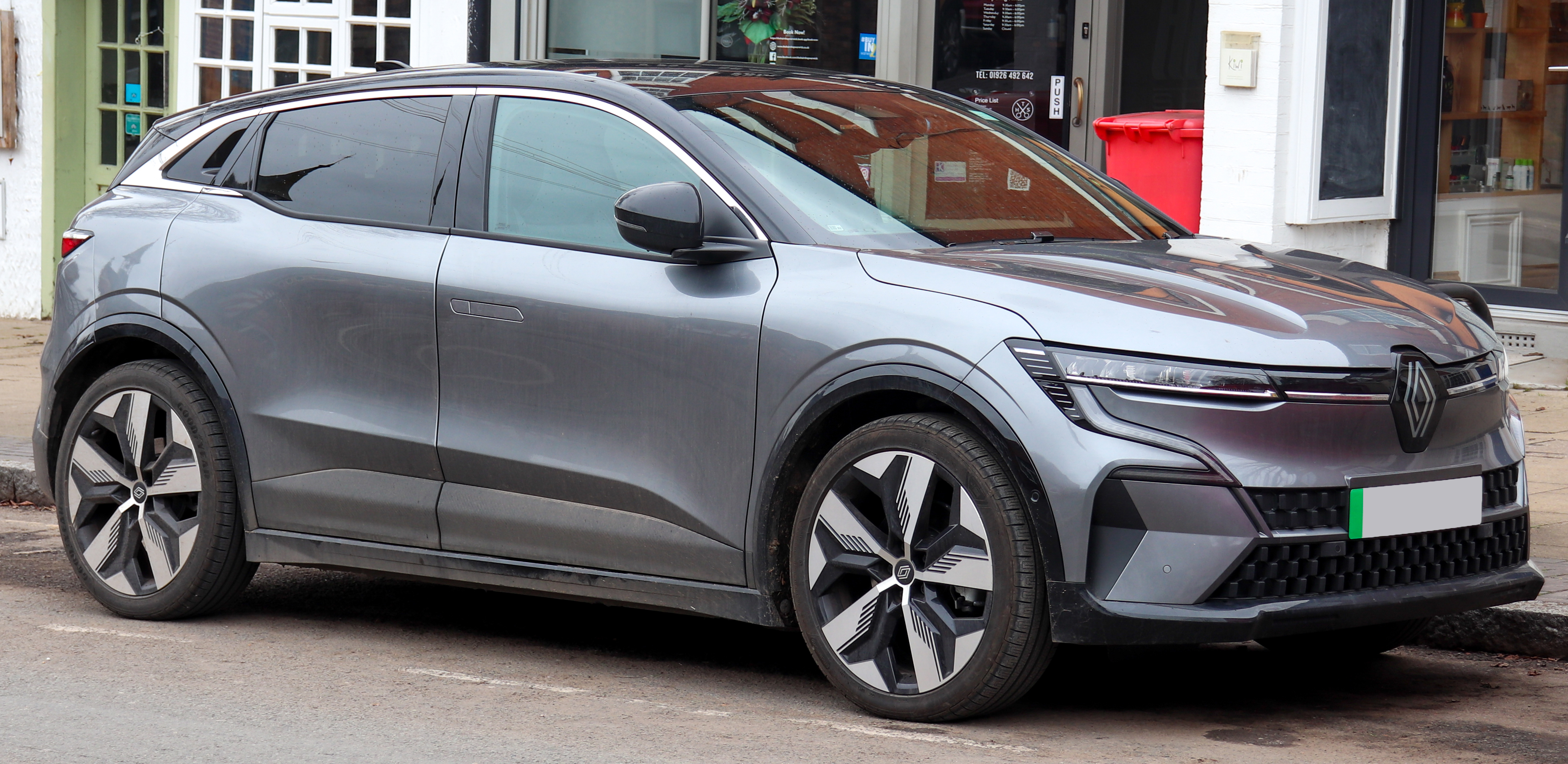
Renault Megane E-Tech
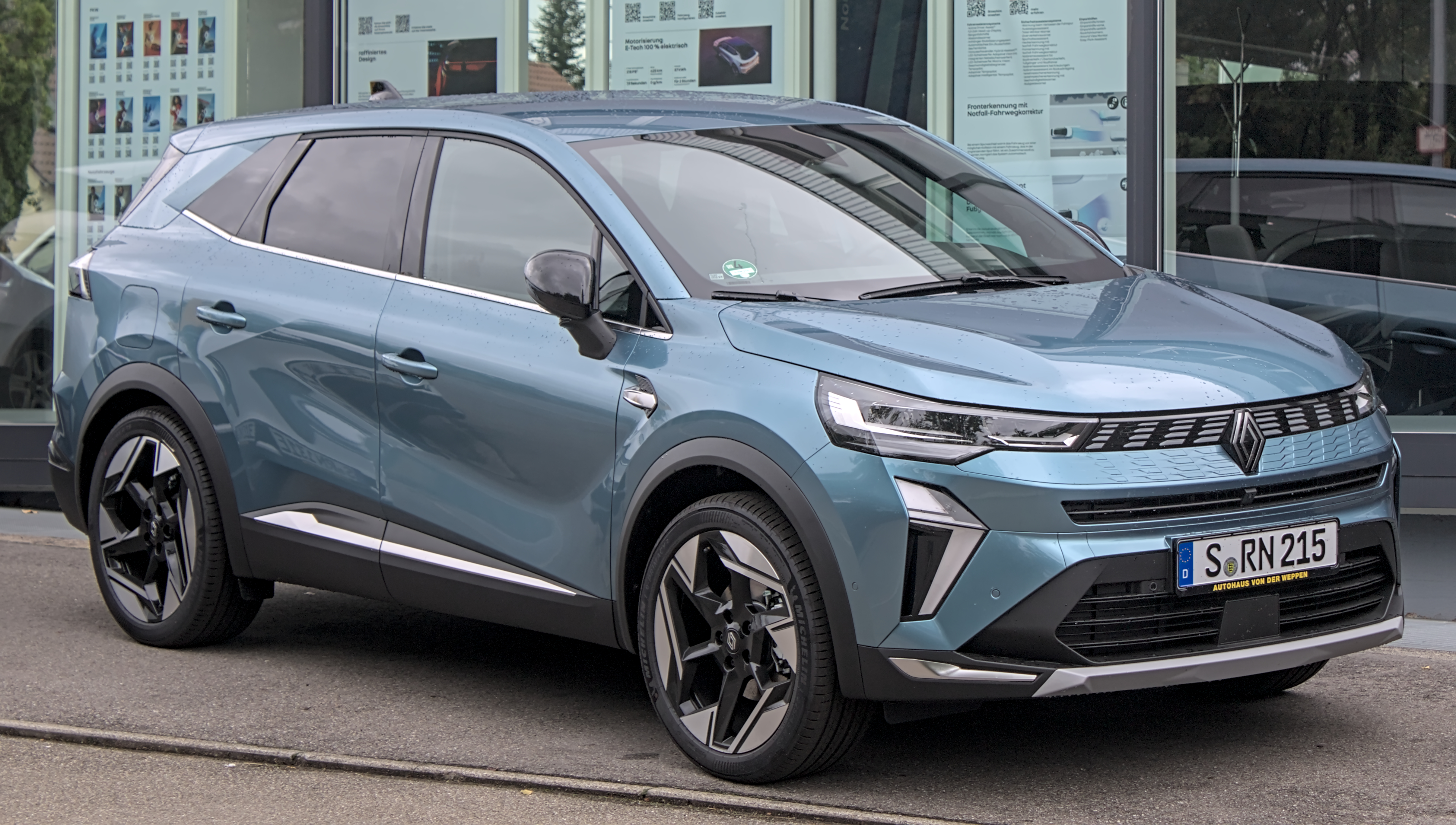
Renault Symbioz
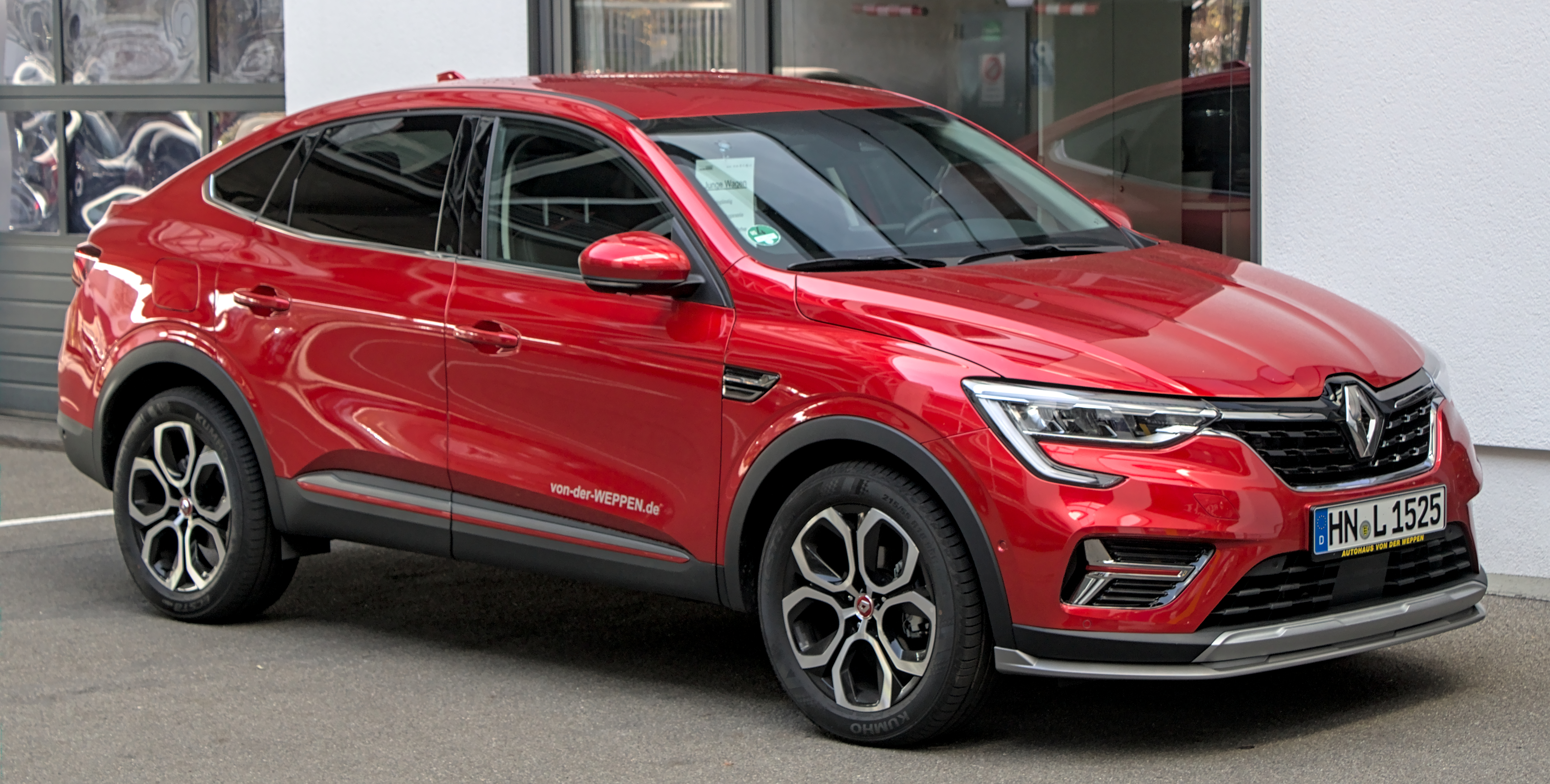
Renault Arkana
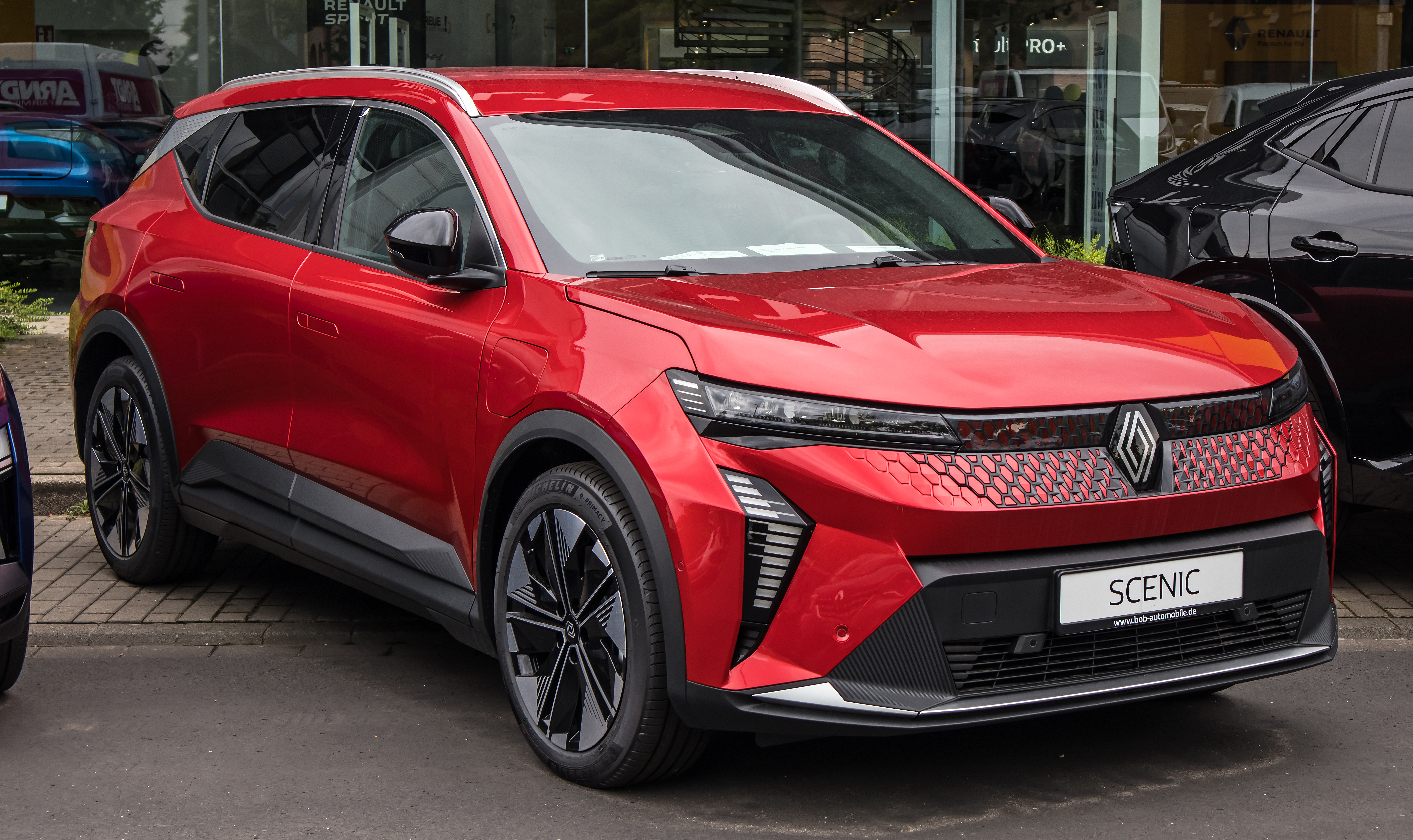
Renault Scenic E-Tech
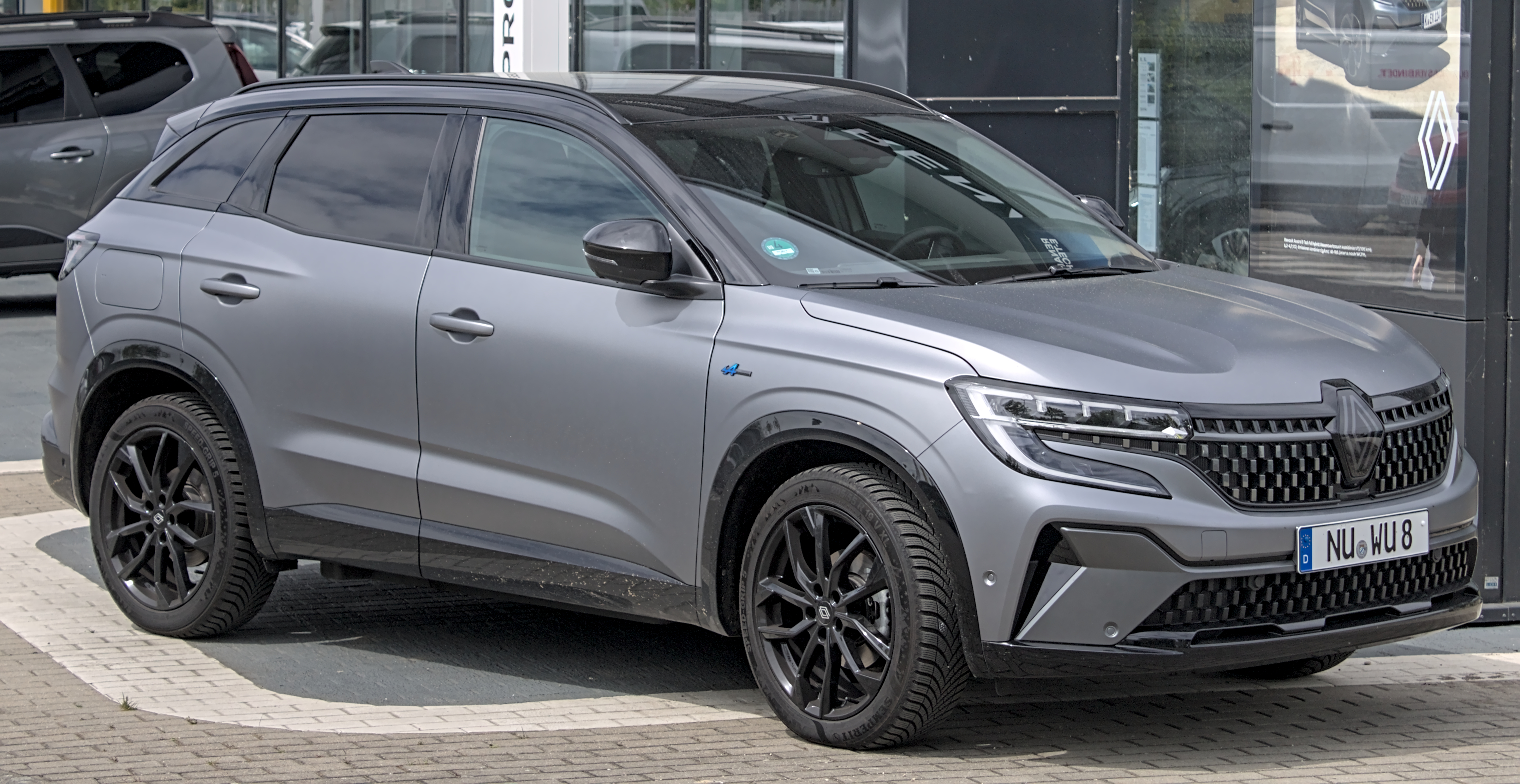
Renault Austral
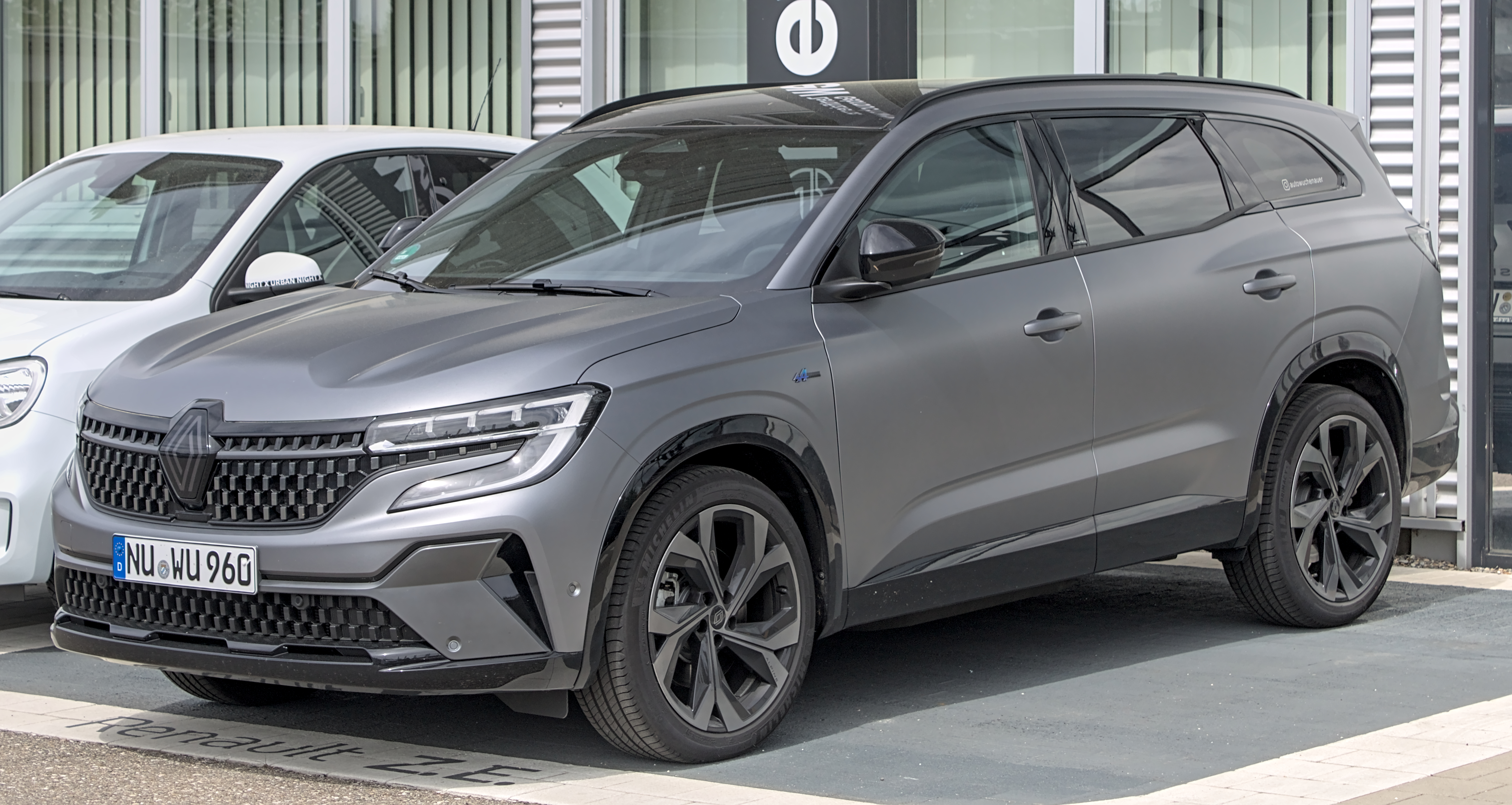
Renault Espace
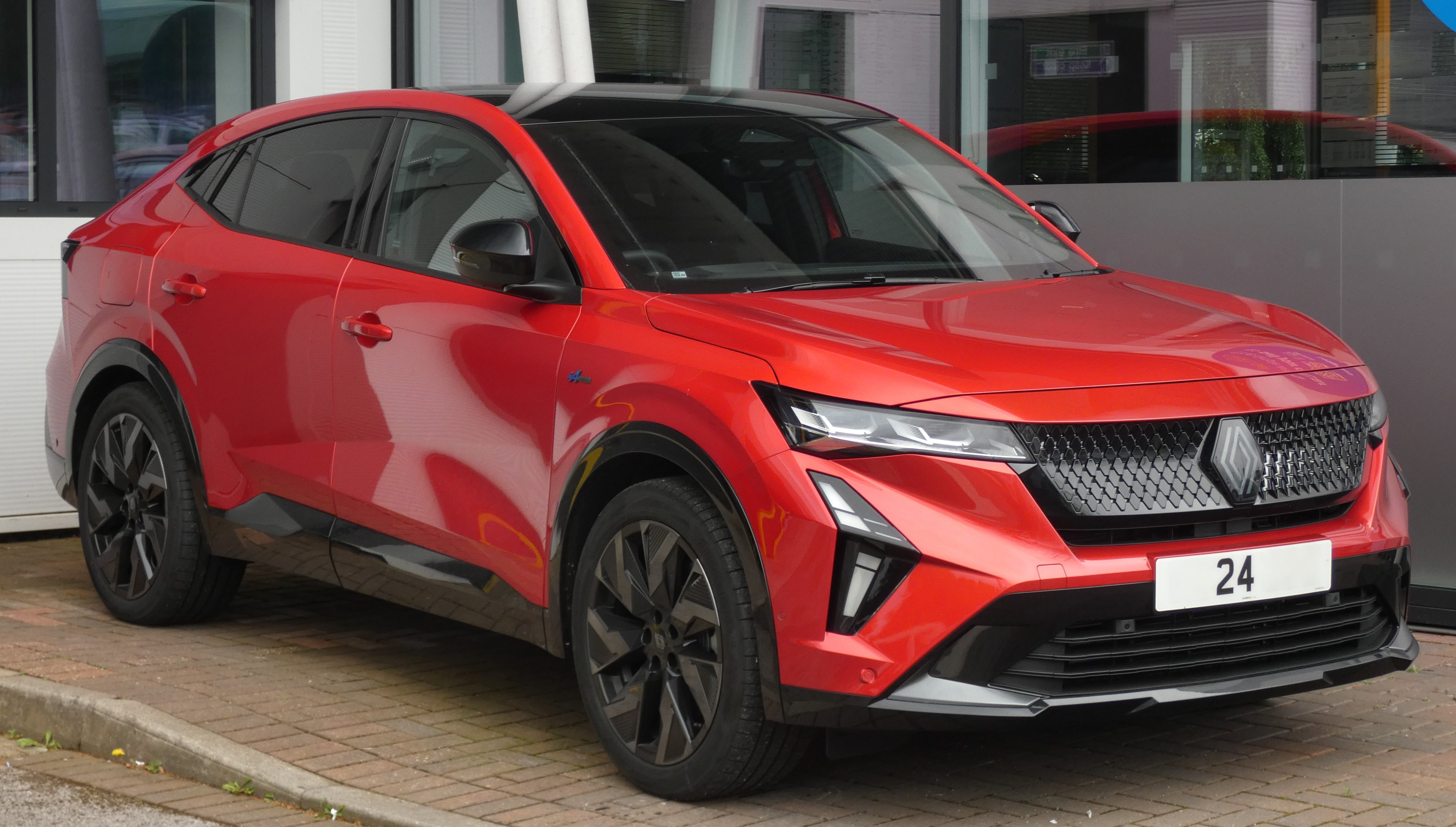
Renault Rafale
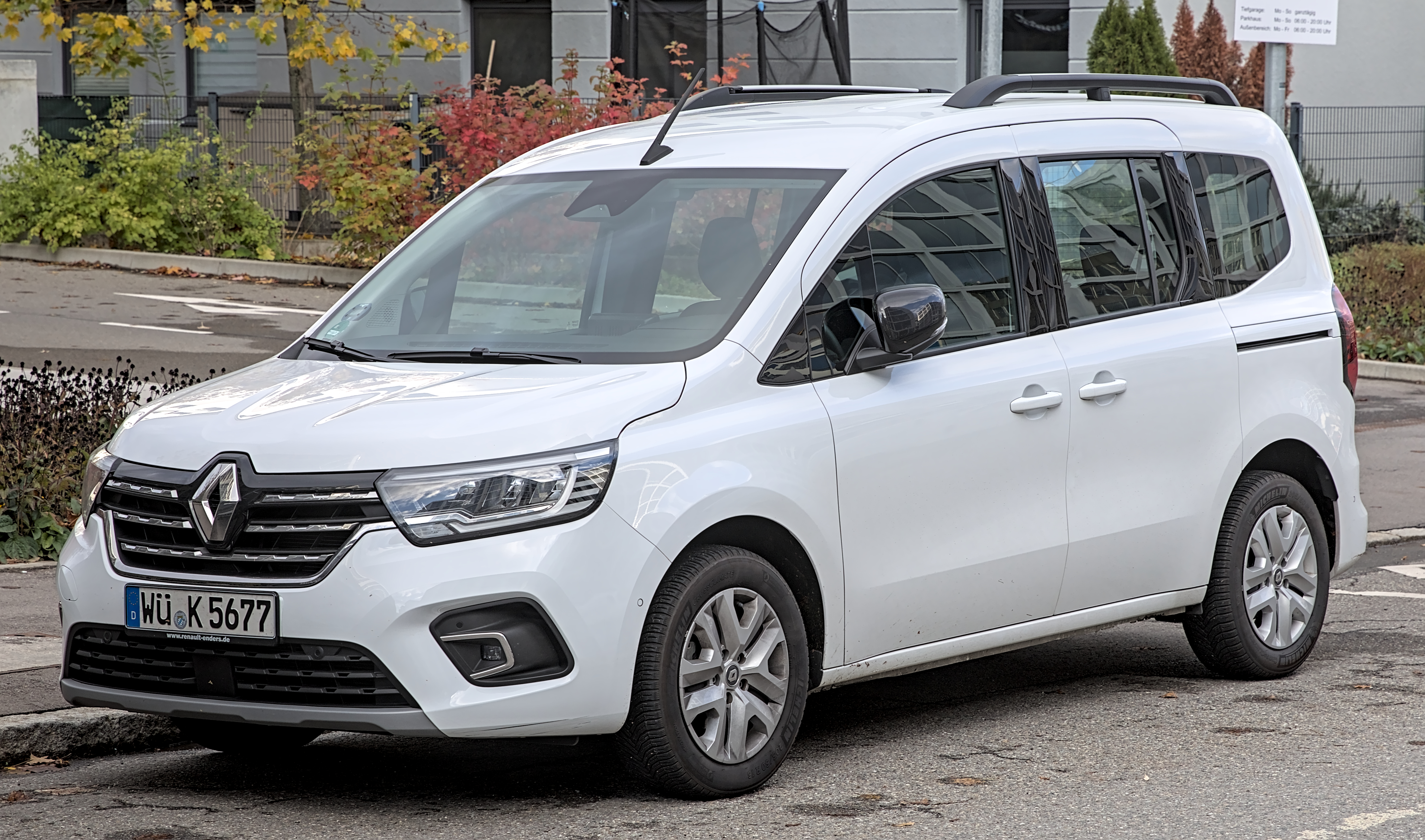
Renault Kangoo

## Képgaléria

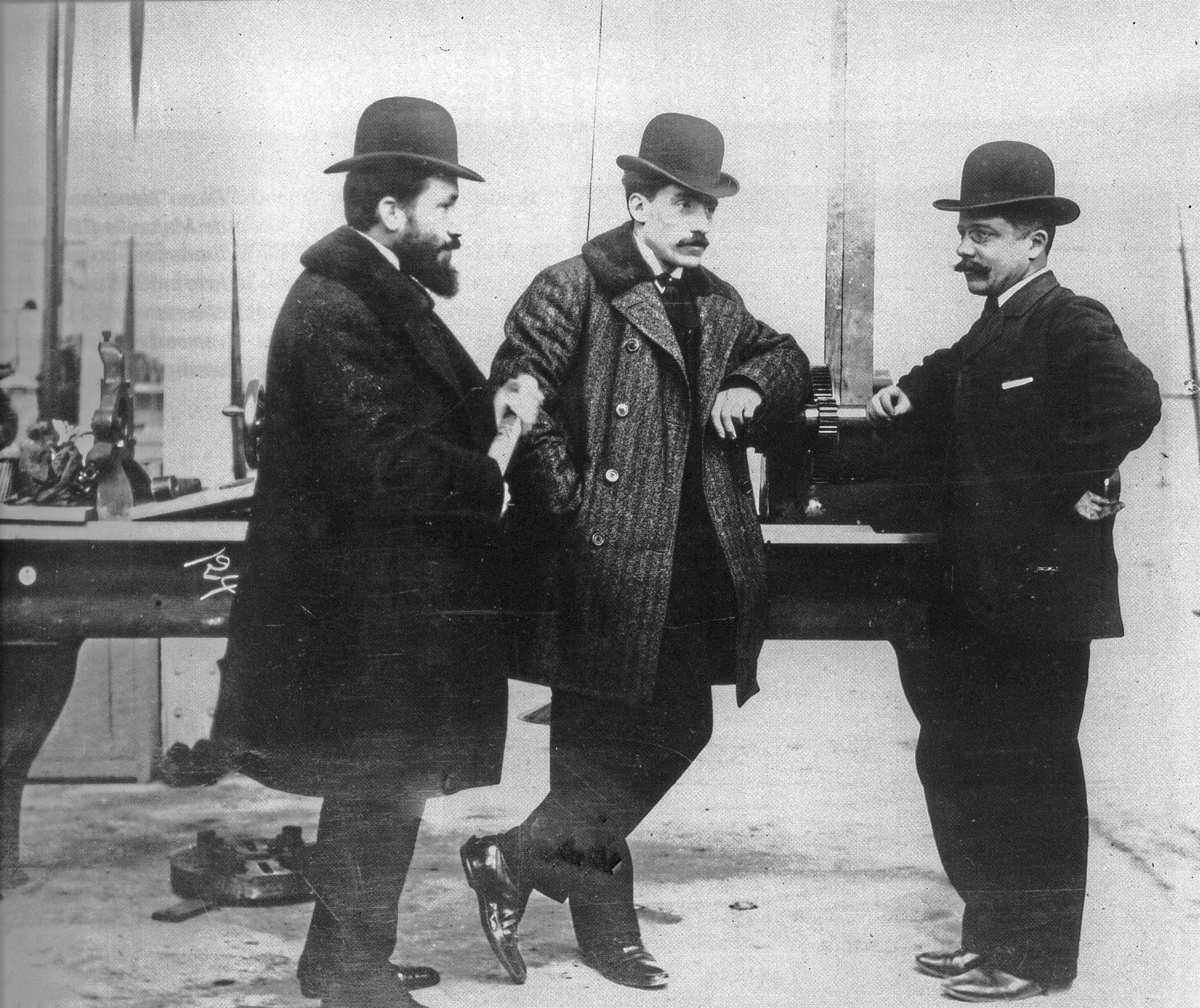
A Renault-fivérek: Louis, Marcel és Fernand
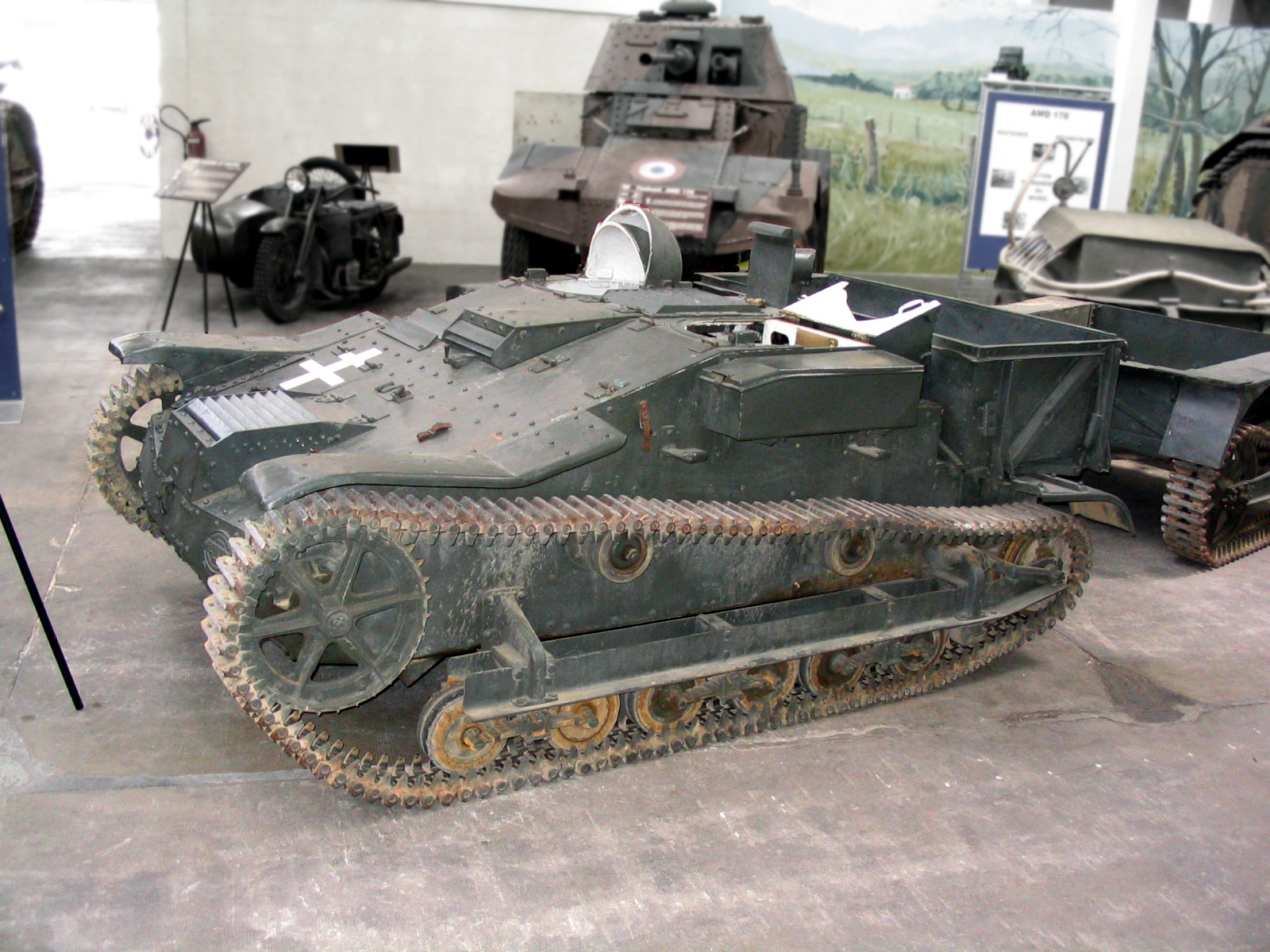
Renault FT-17 tank
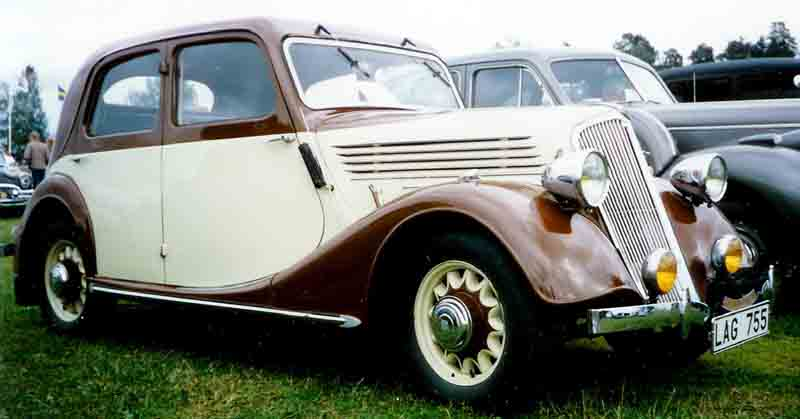
Renault Celtaquatre, 1935
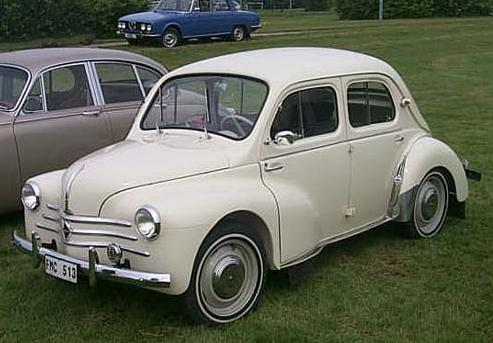
Renault 4CV
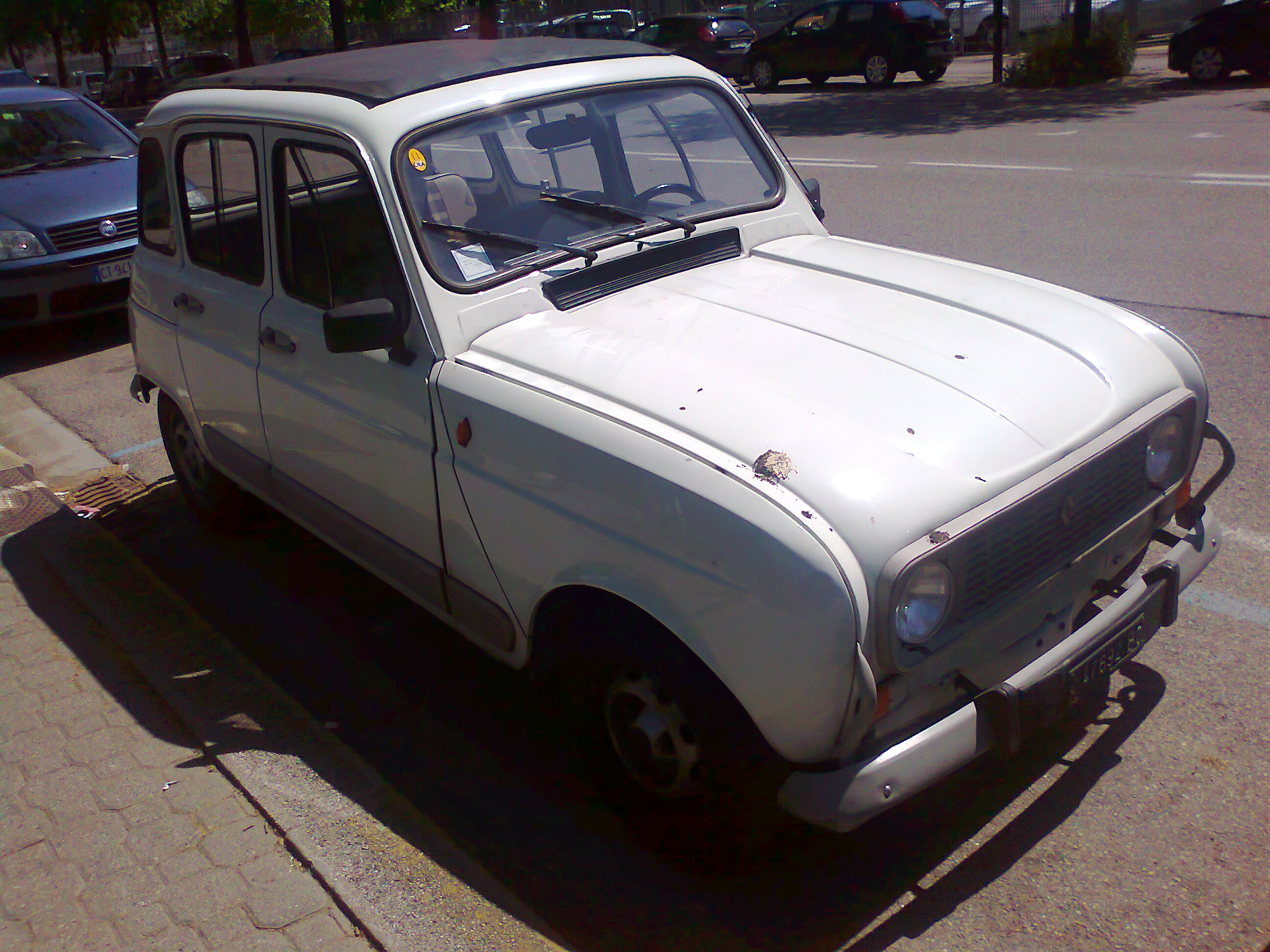
Renault 4 GTL
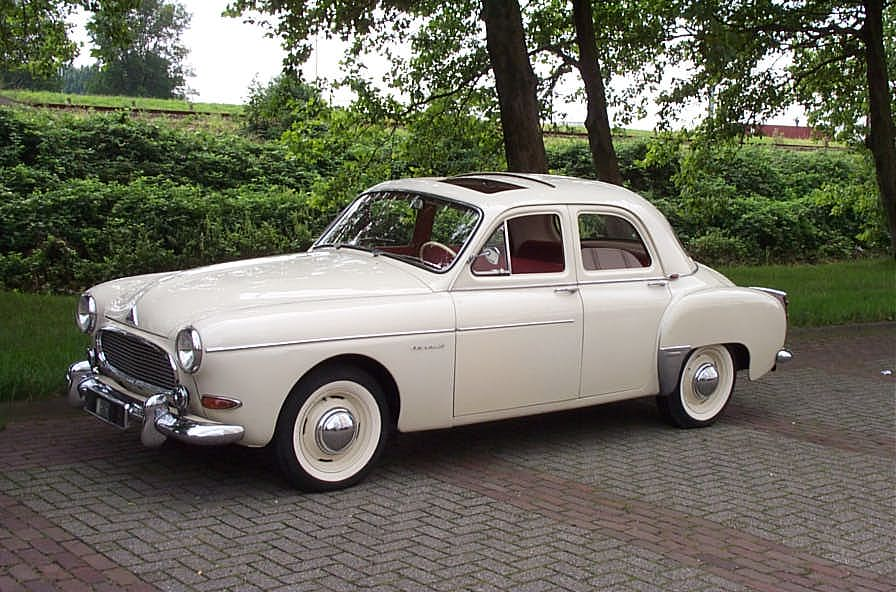
Renault Frégate
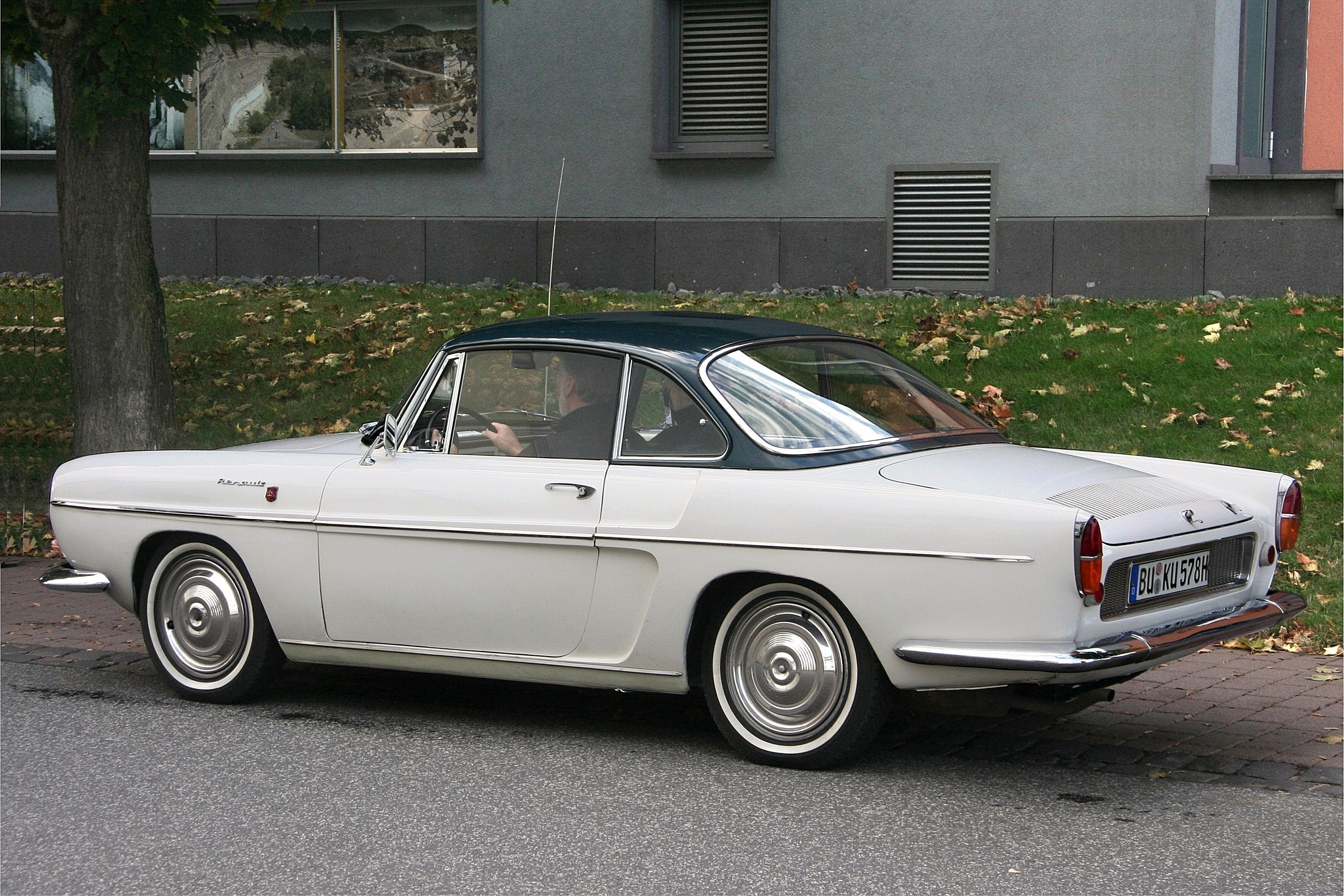
Renault Floride S
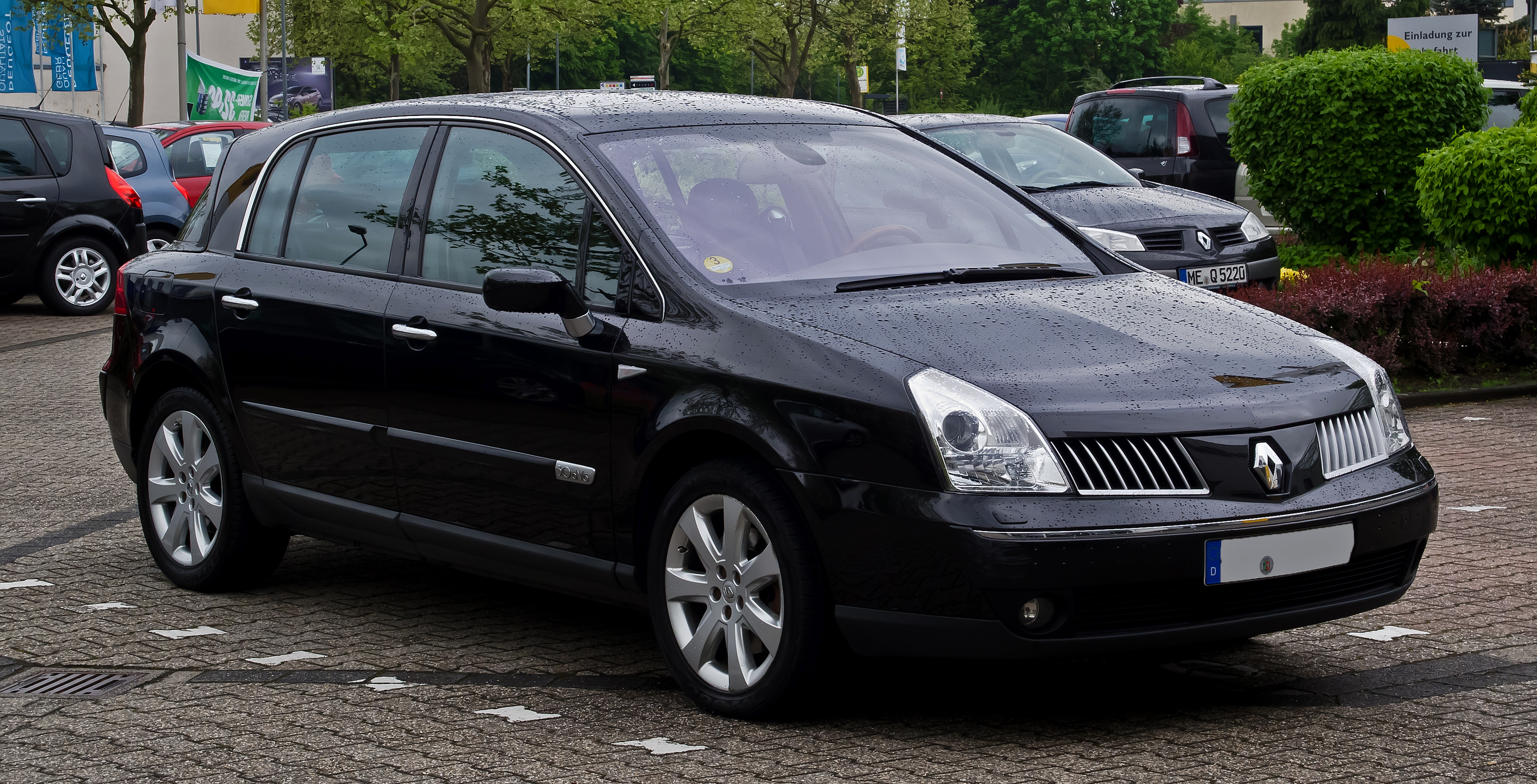
Renault Vel Satis
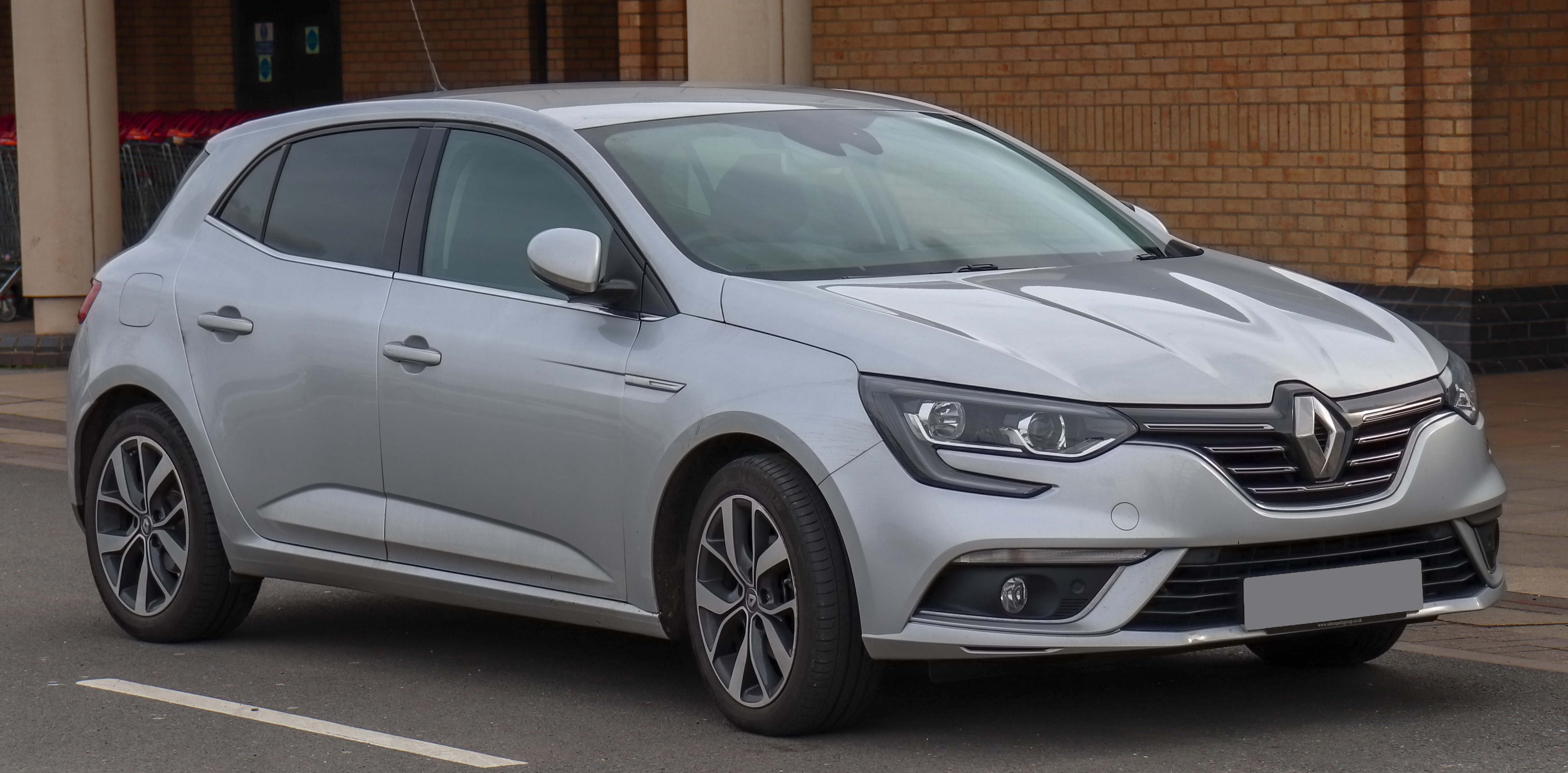
Renault Mégane (2017)
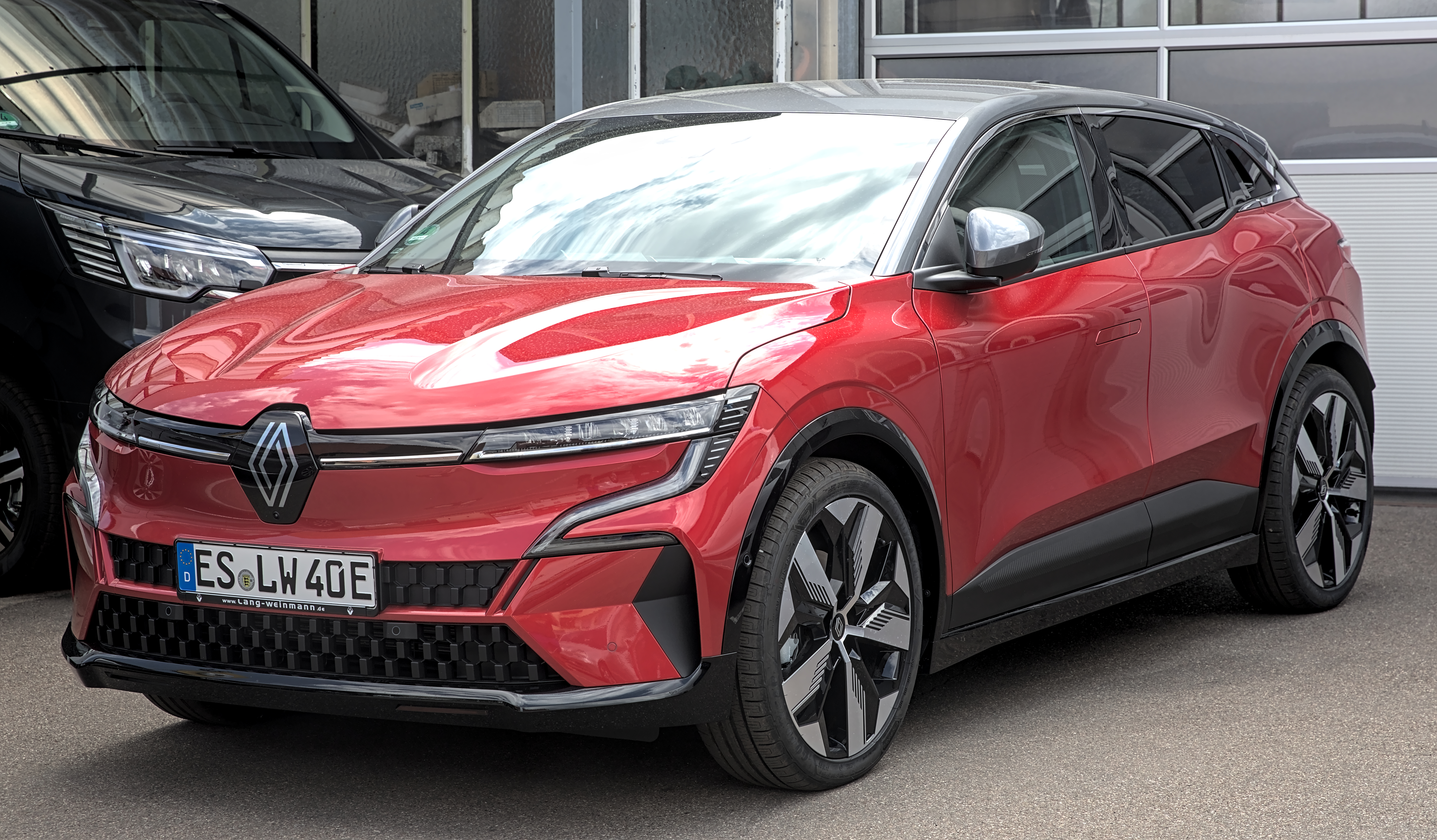
Az elektromos meghajtású Renault Mégane E-Tech Electric (2022)

## Sport
A Renault komoly eredményeket ért el a rallye versenyeken. Az „4CV”-től kezdve a „Megane” modellig sok sikeres versenyautójuk volt.
Minden idők első Grand Prix versenyét is a Renault nyerte 1906-ban a magyar Szisz Ferenccel a volánnál.

## Formula–1
A Renault régi és igen eredményes résztvevője a Formula–1-es bajnokságnak. A konstruktőri világbajnokságot a Williams csapattal az 1992, 1993, 1996 és 1997-es években, a Benettonnal 1995-ben nyerték meg. 2005-ben és 2006-ban önálló csapatként szerezték meg az egyéni (Fernando Alonso) és a konstruktőri világbajnoki címet is.
2007 óta  a Red Bull motorszállítója. A csapat révén 2010 és 2013 között sorozatban négyszer mind az egyéni, mind a konstruktőri világbajnoki címet megszerezték.

## Fordítás
- Ez a szócikk részben vagy egészben  a   Renault című angol Wikipédia-szócikk ezen változatának fordításán alapul.  Az eredeti cikk szerkesztőit annak laptörténete sorolja fel. Ez a jelzés csupán a megfogalmazás eredetét és a szerzői jogokat jelzi, nem szolgál a cikkben szereplő információk forrásmegjelöléseként.